# Raesr Tachyon Speed
 (juillet 2024).
La Raesr Tachyon Speed est un prototype d'hypercar électrique, développé par le constructeur américain RAESR (Rice Advanced Engineering Systems and Research) à Los Angeles, en Californie.

## Historique
RAESR affirme que la conception de la Tachyon Speed a été inspirée par le design d'un avion de chasse et d'un prototype du Mans,.

## Caractéristiques techniques

### Motorisation
Les six moteurs électriques de la RAESR Tachyon Speed développent une puissance totale de plus de 1 250 ch (930 kW) et un couple cumulé de 4 950 N m. La voiture peut atteindre une vitesse de pointe de 390 km/h,,.